# الموارد المائية في المغرب
يتوفر المغرب على موارد مائية مهمة وتنقسم إلى قسمين سطحية وجوفية، لكنها تتوزع بشكل غير متوازن، حيث ترتكز عليها الشبكة المائية في النصف الشمالي للمغرب، وذلك بفعل الظروف المناخية الجيدة وكذا الارتفاعات.

## وضعية الموارد المائية بالمغرب

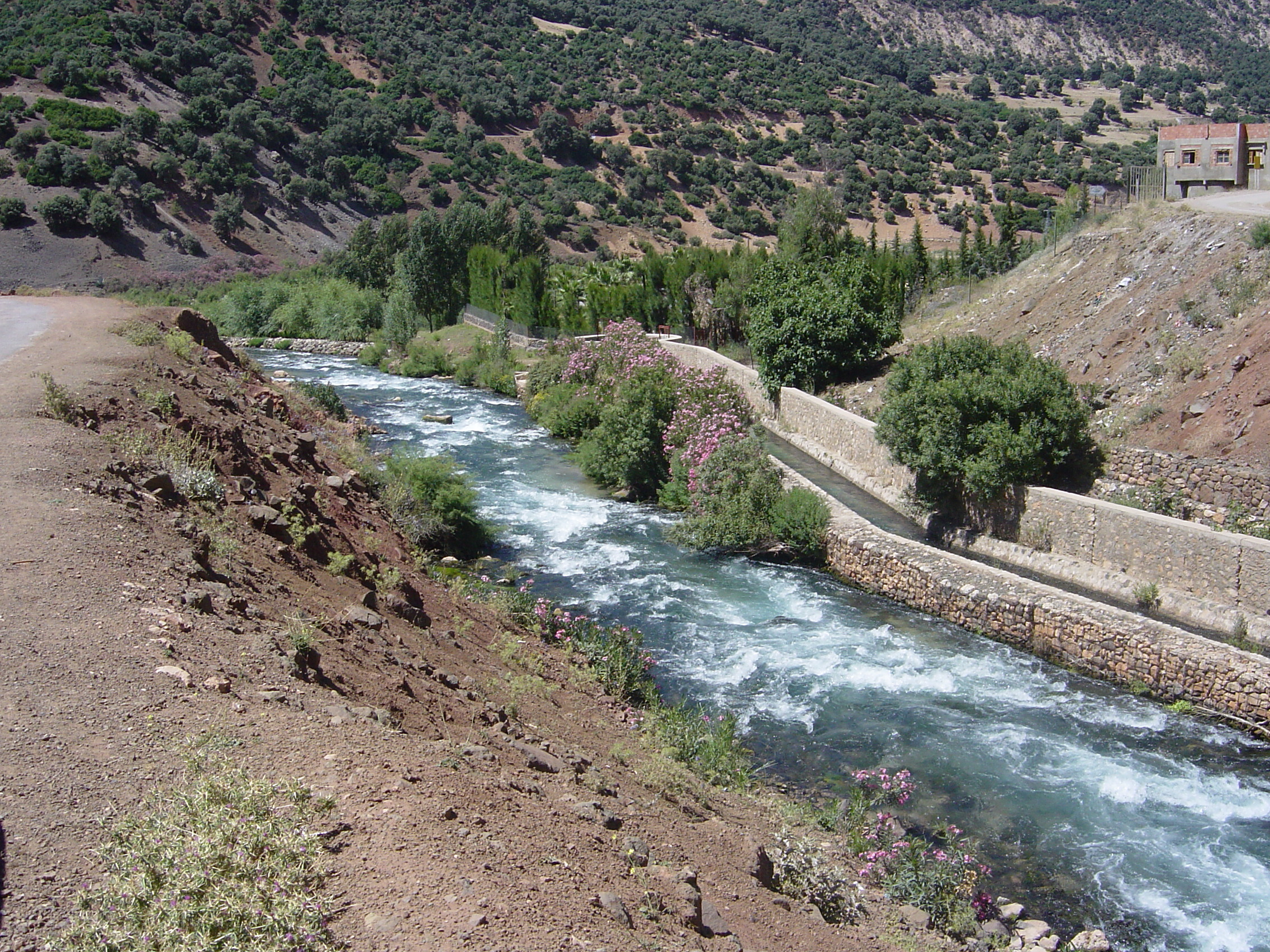
نهر أم الربيع

تتعرض الموارد المائية في المغرب للتلوث بسبب تفريغ المقذوفات الصناعية والمنزلية دون معالجة مسبقة، وبسبب الاستعمال المكثف للمبيدات والأسمدة، ومطارح النفايات التي غالبا ما تتركز على ضفاف المجاري المائية. تعرف الموارد المائية في المغرب ندرة بسبب تقلب التساقطات المطرية والتدبير غير العقلاني لهذه الموارد، حيث يتم ضياع 35% من الماء الصالح للشرب في شبكات التوزيع، وضياع ما يزيد عن 500 مليون متر مكعب من الطاقة الاستيعابية للسدود المائية بسبب التوحل، وتدهور جودة المياه الجوفية بسبب تسرب مياه البحر،
كما يعرف المغرب وضعية مائية متوسطة إلى ضعيفة فهو يسجل 5.4 نقطة في مؤشر الموارد مقابل 9.1 كمعدل عالمي و46 في مؤشر الفقر المائي ويمتلك ما بين 23 و20 مليار متر3  في السنة من الموارد المائية ويحتل الرتبة 114 من أصل 174 دولة حسب مجموع الموارد المائية المتجددة (تصل في بعض السنوات إلى 29 مليار متر3 ) وأكثر من 12.6 كلم3 في السنة من المياه العذبة يحتل بها الرتبة 41. تنقسم الموارد المائية إلى 75% سطحية (18 مليار متر3) و25% باطنية (5 مليار متر3).

### استغلال الماء
| الاحتياجات المائية الحالية والمستقبلية(مليون متر3 /السنة) |        |        |        |         |
| السنة                                                     | منزلية | صناعية | زراعية | المجموع |
| 1985                                                      | 1063   | 130    | 3000   | 4193    |
| 2000                                                      | 1684   | 404    | 4500   | 6587    |
| 2010                                                      | 2815   | 905    | -      | -       |
| 2030                                                      | 6537   | 1961   | 6400   | 14198   |

تبلغ كمية استغلال الموارد المائية في المغرب 12.6 كلم3 في السنة ويحتل بذلك المرتبة الحادية والأربعين وتم استغلال النسبة الأكبر من هذه المياه في الزراعة (87%) ثم الاستعمال المنزلي (10%) فالصناعة (3%) في 2000 وفي 2003 تم استغلال 2.28 مليار متر3 في الاستعمالين الصناعي والمنزلي منها 0.7 مليار متر3 31%) جاءت من مصار باطنية و1.58 مليار متر3 (69%) من مصادر سطحية. في بعض أنحاء البلاد مثل منطقة سوس ماسة في الجنوب يلاحظ استغلال مفرط للمياه الباطنية لأغراض الصناعة.

### الماء والأمن الغذائي
بعد نهج سياسة بناء السدود في بداية ستينيات القرن العشرين اتجه المغرب نحو برامج فلاحية تقوم على الزراعات المسقية وتهدف تحقيق الأمن الغذائي. رغم الجهود المبذولة والتقدم الملحوظ لم يصل المغرب إلا مستوى متوسطا في المواد الغذائية الأساسية كالحبوب والزيوت والسكر وهذا يرجع إلى النمو الديموغرافي والإمكانات الضعيفة المتاحة من الماء والتربة. وحتى أن إنتاج الحبوب في تراجع مما يضطر البلاد إلى استيراد 40% حتى 60% من حاجياته حسب الحالة المناخية.
| مستوى تحقيق الحاجات الداخلية في المواد الغذائية |        |       |       |
| الفترة                                          | الحبوب | الزيت | السكر |
| 1974-1970                                       | 85%    | 25%   | 50%   |
| 1979-1975                                       | 74%    | 22%   | 53%   |
| 1984-1980                                       | 62%    | 17%   | 60%   |
| 1998-1994                                       | 65%    | 20%   | 51%   |

بلغ مستوى تحقيق الحاجات الداخلية سنة 1992 في المواد الغذائية الثلاث الرئيسية (الحبوب والزيت والسكر) 60% و20% و50% على التوالي، وظلت هذه النسب تنخفض حتى بلغت 50% و35% و35% وستظل تنخفض في السنوات المقبلة حسب التوقعات على عكس مستوى تحقيق الاكتفاء الذاتي في الزيت الذي يرتفع. قامت وزارة الفلاحة بتوقعات لحاجات البلاد الداخلية في أفق سنة 2020 التي ستبلغ 130 مليون قنطار منها 85 مليون ستخصص للاستهلاك البشري وسيتراجع مستوى تحقيق الحاجات الداخلية إلى أقل من 40% بينما سيبلغ مستوى تحقيق الحاجات الداخلية من الزيت 52% والسكر 25% في نفس الأفق.

### الماء والزراعة
يعتمد الاقتصاد المغربي على الزراعة بشكل كبير لأنها تشغل ما يقرب نصف عدد السكان وبما أن الزراعة تعتمد بدورها على الظروف المناخية فإن تطور الاقتصاد الوطني مرتبط بتطور الإنتاج الفلاحي بشكل وثيق. منذ الاستقلال بدأت السلطات المغربية اتخاذ إجراءات لتثبيت الإنتاج الفلاحي عبر إنشاء مدارات مسقية وبذلت جهود كبيرة في السنين الثلاثين الأخيرة لتطوير الري وذلك لتحقيق الحاجات الغذائية وتطوير ظروف عيش الساكنة القروية والمساهمة في تصدير المنتوجات الفلاحية. حددت أهداف معينة منذ أكثر من أربعين سنة لتطوير الزراعة المسقية. انطلقت سياسة بناء السدود وكذا تجهيز المدارات المسقية في بداية الستينيات بهدف بلوغ مساحة مليون هكتار مسقية في أفق 2000 آنذاك لم تكن تبلغ إلا 300000 هكتار. الآن تبلغ المساحة المسقية 1050000 هكتار أي ما يعادل 35 هكتار لكل ألف مواطن في حين يبقى المعدل العالمي 43 هكتار لكل ألف مواطن.
| الناتج المحلي الخام في الزراعة |       |       |       |       |       |
|                                | 1998  | 1999  | 2000  | 2001  | 2002  |
| ن م خ                          | 133.7 | 133.6 | 134.9 | 143.6 | 150.1 |
| ن م خ للزراعة                  | 21.9  | 18.2  | 15.5  | 19.8  | 21.3  |
| ن م خ للزراعة/ن م خ            | 16.3  | 13.6  | 11.5  | 13.8  | 14.2  |

تشكل الزراعة المسقية اليوم 45% من القيمة المضافة الفلاحية وتساهم في 75% من الصادرات الفلاحية رغم مساحتها التي لا تتعدى 10% من مجموع المساحة الفلاحية بالمغرب. وفي السنوات التي تكون فيها الحالة المائية جيدة تصل مساهمة الزراعة المسقية في القيمة المضافة 75%. تبلغ حصة المدارات المسقية في الناتج المحلي الخام بين 7% و10% حسب الحالة المائية للسنة ويلعب الري دورا مهما في حفظ الأمن الغذائي للبلاد حيث يتحسن مستوى تحقيق الحاجات الداخلية في بعض المواد كما هو حال الحليب والسكر والمنتجات التسويقية إلى 70% حتى 100%.

### الماء والطاقة والصناعة
تطور إنتاج الطاقة الكهرمائية من 2100 مليون كيلواط في 1992 إلى 2700 مليون كيلواط في 2004 وهو ارتفاع ضعيف بالنسبة إلى الإنتاج الوطني الإجمالي الذي يبلغ 16000 مليون كيلواط. تنتج المصانع المدمجة بالسدود، بقدرتها المتبثة 1.200 ميغاواط أي ما يعادل 32% من طاقتها الكلية، في المتوسط أكثر من 2000 مليون كيلواط في سنة مائية متوسطة. وفي السنوات المائية الجيدة يمكن توفير 700000 طن من الوقود لأغراض أخرى. لكن في العشرين سنة الماضية بلغ إنتاج الطاقة فقط 1000 مليون كيلواط كمعدل سنوي أي 50% من القدرة المتوقعة وذلك بسبب التقلبات في الحالة المائية التي عرفتها الفترة. فاضطر المخططين في قطاع الطاقة إلى إعادة صياغة برامجهم للإنتاج الطاقي الكهرمائي ففي العشرين سنة القادمة لن يبنى أي سد لغرض توفير الطاقة الكهرمائية.
يصعب توفير الماء لتحريك توربينات السدود بسبب نذرته ولا يتم ذلك إلا إذا كان هناك فائض بالنسبة للقدرة الاستعابية للسدود. أما بالنسبة للصناعة فتبقى منحصرة في المدن الكبرى (مع بعض الاستثناءات) لذا تدخل برامج الماء والصناعة في إطار برامج الماء الصالح للشرب والمشكل الذي يعاني منه الماء في قطاع الصناعة ليس هو التزود (الذي يصل 100%) بل العقلانية في التدبير ومعالجة التلوث.

### الماء والمدن
ارتفعت الساكنة الحضرية من 13 إلى 17 مليون نسمة ما بين العامين 1992 و2004 فبلغت نسبة الساكنة الحضرية 57% من مجموع السكان. يتولد عن هذا التطور السريع تحديات عدة بسبب صعوبة بناء منشات أساسية وبنيات تحتية تواكبه والتي تتطلب موارد مالية ضخمة ومن هذه التحديات يُلاحظ:
- تعبئة الماء للمدن واعتماده على مصادر سطحية عوض المصادر الباطنية كما في السابق ففي 1992 بلغت حصة الفرشات الباطنية من تزويد المياه للمدن هي 35% والحصة الموارد السطحية 65% (700 مليون متر3 باطنية و1560 مليون متر3 سطحية) وذلك بسبب استنزاف الفرشات الباطنية.[19]
- تعبئة الماء للمدن التي توجد في أحواض ضعيفة الموارد وهو ما يدفع إلى الاتجاه نحو مشاريع تحويل ونقل المياه فعلى سبيل المثال في أفق 2015 سيتطلب تحقيق حاجات المنطقة الساحلية ما بين الرباط والدار البيضاء (45% من الساكنة المغربية) إنشاء مشروع نقل من وادي سبو بطول 200 كلم وحجم 200 مليون متر3 أما مدن أخرى كأغادير ستتجه نحو تحلية المياه.[19]
- تتمركز الأحياء الفقيرة في المناطق المجاورة للمدن مما يصعب عملية تجهيزها بالمعدات اللازمة لتوزيع الماء الصالح للشرب وجمع المياه العادمة لكن لوحظ كذلك تقدم في التزود بالماء الصالح للشرب من 78% في 1992 إلى 90% حاليا.[19]
- ترمي المدن 230 مليون متر3 من المياه العادمة وتساهم بحوالي 42% من التلوث.[19]

### الماء الصالح للشرب في المدينة
خلال العقدين المنصرمين استفاد قطاع الماء الصالح للشرب في المدار الحضري من أولوية كبيرة للتعبئة والإنتاج وتوسيع الخدمات. تضاعفت الطاقة الإنتاجية للماء الشروب في التجمعات الحضرية خمس مرات ما بين 1972 و2003 لتصل إلى 55 متر3 في الثانية وارتفع عدد السكان الحضريين الموصولين بشبكة توزيع الماء من 2.8 إلى 13.5 مليون نسمة خلال نفس الفترة ومعه نسبة السكان الموصولين من 53% في 1972 إلى 88% في سنة 2003. لكن تبقى الساكنة التي تقطن المناطق المجاورة للمدن والتي تبلغ 10% من مجموع السكان الحضريين غير موصولة بشبكات التوزيع غير بعض السواقي العمومية. وفي هذا الإطار تبذل جهود كبيرة لتقليص النسبة عبر شبكات التوزيع الاجتماعية والتي تقدم خدمات توزيع الماء بأسعار مناسبة للساكنة الفقيرة. أما على مستوى تأمين الخدمة فتتجه الدولة نحو تنويع مصادر التزود بالماء وتدبير الموارد المتاحة ومن خلال ذلك فإن التزود بالماء في المدن مستمر حتى في حالة جفاف لأربع أو ثلاث سنوات. منذ 1992 والساكنة الموصولة بشبكة توزيع الماء ترتفع بنسبة مهمة لكن في المقابل يلاحظ ارتفاع قليل إلى منعدم في حجم إنتاج الماء الصالح للشرب.
يتوقع المكتب الوطني للماء الصالح للشرب، وهو الهيئة الحكومية المكلفة بالتخطيط للماء الشروب في المغرب وإنتاجه وتوزيعه جزئيا، أن تبلغ نسبة الولوج إلى الماء الصالح للشرب في المدارات الحضرية 100% في أفق 2015 بعدما بلغت 92% في سنة 2007 و96% في سنة 2010 حيث بلغت نسبة الارتفاع 1% سنويا خلال العقد المنصرم.

### الماء الصالح للشرب في البادية

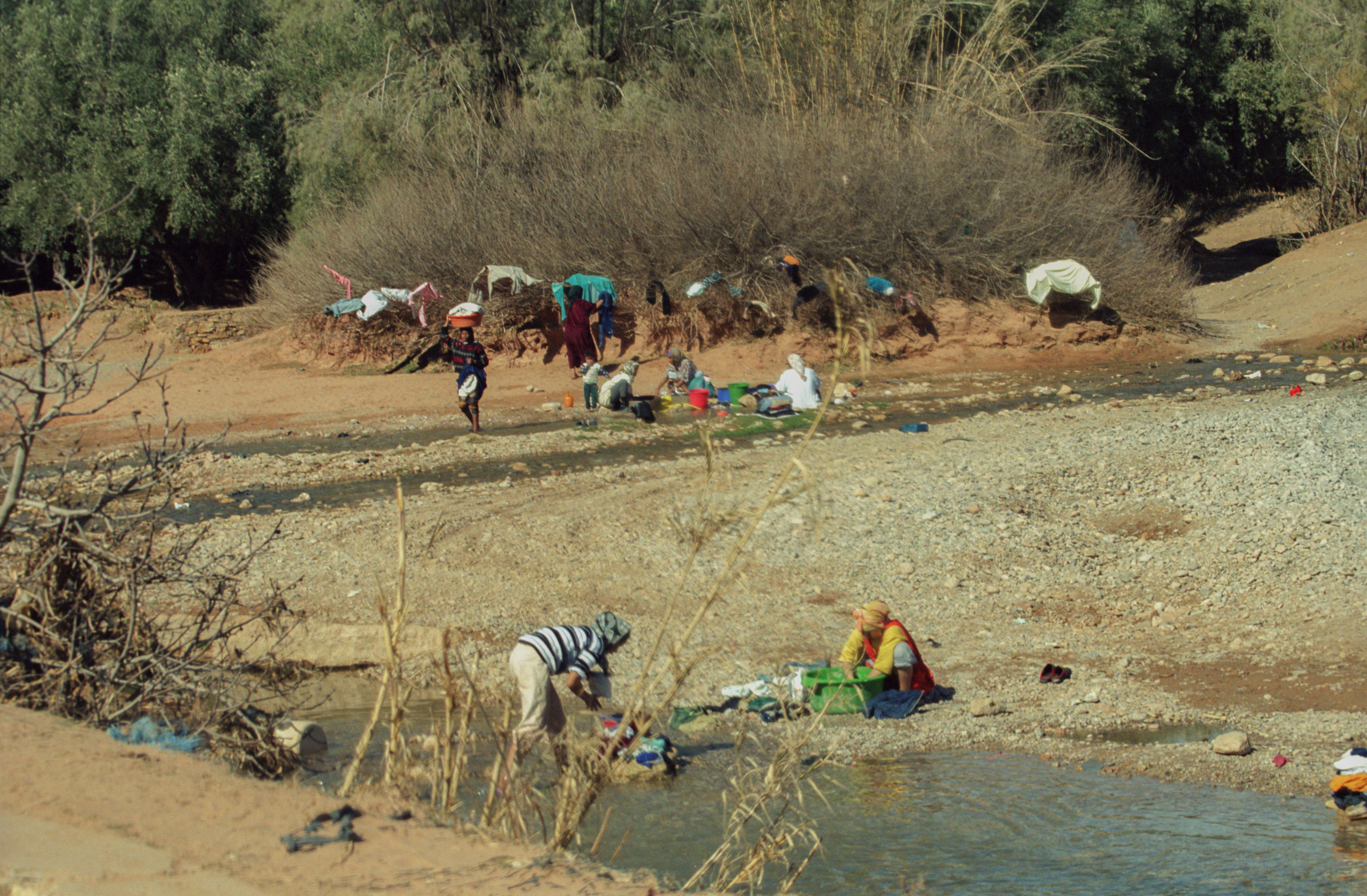
نساء ريفيات يغسلن الملابس في مياه نهر دادس بجبال الأطلس. أصبحت هذه العادة أقل شيوعا مع ازدياد نسبة المنازل القروية التي تصلها مياه الاستعمال المنزلي.

لم تعرف خدمات الماء الصالح للشرب في البادية نفس الاهتمام والتطور الذي عرفتهما نظيرتها في المدينة ويرجع ذلك إلى الصعوبات المرتبطة بانتشار السكان على مجال واسع وقصور الاستثمارات العمومية في القطاع وضعف الإطار المؤسسي. أبرز المخطط الرئيسي للتزود بالماء الصالح للشرب في المجال القروي الذي وضع في 1990 هذا التأخر المهم وذلك من خلال مشيرات توضح الظروف غير المستقرة التي تتزود فيها الساكنة القروية بالماء. وفي 1992، بلغت نسبة الساكنة القروية التي تستفيد من خدمة الماء الصالح للشرب عبر نظام حكومي مصمم بطريقة ملائمة وخاضع للمراقبة والتدبير 14.3% وفقط 6% منها تمتلك ولوجا خاصا وهذه النسبة هي فقط المعدل الوطني أما في بعض الأقاليم فإنها منخفضة كثيرا. وأوضح تحقيق أنجز لوضع المخطط الظروف الصحية السيئة التي تتوفر في نقط التزود بالماء: 85% من النقط لا تحقق المعايير المقبولة للماء الشروب وتشكل هذه الظروف الصحية السيئة في نقاط جلب الماء محيطا ملائما للأمراض المنقولة بواسطة المياه. من جهة أخرى، يقدر أنه في 93% من الحالات يتولى الأطفال والنساء مهمة جلب الماء وخصوصا الفتيات الصغيرات الواتي يشكلن 70% من تلك الحالات.
أوقف المخطط الرئيسي أولويات التزود بالماء الصالح للشرب وحدد الموارد المالية والظروف المؤسسية اللازمة لتعميم الولوج إلى الماء الصالح للشرب بالنسبة للساكنة القروية ولتطبيق ما جاء في المخطط وضع البرنامج المسمى برنامج تعميم تزويد الساكنة القروية بالماء الصالح للشرب (بالفرنسية: Programme d’approvisionnement groupé en eau potable des populations rurales؛ اختصار: PAGER). وضع هذا البرنامج للسماح للساكنة القروية، المقدرة في سنة 1995 باثنيّ عشر مليون نسمة، بالتزود بالماء الصالح للشرب في غضون 10 سنوات وقدرت الموارد المالية اللازمة لتطبيقه في ذلك الوقت بعشرة ملايين درهم. ولكن بعد 10 سنوات على بدء برنامج الباجير لم تبلغ نسبة الولوج إلا 50% في سنة 2005 و86% في سنة 2010 ولم تتحقق بذلك الأهداف المسطرة في الأفق المحدد. ارتكز الباجير على إشراك الساكنة في مراحل المشاريع وهي البرمجة والتصميم والإنجاز والتدبير وقد ساهم ذلك في خلق روح الملكية الملائمة وذلك لضمان استمرار اشتغال المعدات.

### الصرف الصحي
تتم خدمة الصرف الصحي بشكل جزئي فجمع وإجلاء المياه العادمة يتم فقط في المدن وبدون معالجة المياه العادمة أما في المناطق القروية فإنها أساسا غير متوفرة. يمكن معرفة نسبة الولوج إلى الصرف الصحي عبر حساب نسبة الانخراط في شبكة إجلاء المياه العادمة والتي تقدر بحوالي 76% بعد أن بلغت 78.9% في سنتيّ 1996 و1992 تقريبا نفس النسبة. يُستدل من ذلك أن الخدمة في تراجع ويمكن تفسير هذا التراجع بأن الأحياء المحاذية للمدن عبارة عن سكن غير لائق حيث هذه الخدمة غير متوفرة وهذا العامل يتطور رغم جهود تنظيم المساكن العشوائية التي تقوم بها الحكومة.
إذا كان أداء معدات شبكة المياه العادمة جيدا، رغم التراجع الملحوظ، فإن معدات معالجة المياه العادمة متأخرة جدا ولم تبنى سوى محطات قليلة خلال العشرين سنة الماضية معظمها لا يشتغل جيدا. ويمكن تفسير التأخر في محطات المعالجة بعدم قدرة الجماعات المحلية، المكلفة مؤسسيا بالصرف الصحي، على تحمل الاستثمارات الكبيرة اللازمة وعدم تنظيمها لاستغلال محطات المعالجة على أحسن وجه. ومن المنتظر تطوير هذه الخدمة على المدى المتوسط حيث أنه من جهة أصبح للمكتب الوطني للماء الصالح للشرب إمكانية التدخل في هذا القطاع ومن جهة خرى تم خوصصة القطاع في أربع مدن كبرى تشكل 50% من الساكنة الحضرية وتفويضه إلى شركات خاصة: توقعت دفاتر التحملات للشركات المتعاقدة بداية معالجة المياه العادمة في أفق سنة 2010.

## الموارد التقليدية
| التساقطات حسب الأحواض     |                    |                        |                           |
| الحوض                     | عدد الأيام المطيرة | متوسط التساقطات بالملم | نسبة التساقطات من المجموع |
| لوكوس والسواحل المتوسطية  | 73                 | 680                    | 9                         |
| ملوية                     | 31                 | 245                    | 9                         |
| سبو                       | 59                 | 750                    | 20                        |
| أبو رقراق                 | 56                 | 500                    | 7                         |
| أم الربيع                 | 57                 | 515                    | 12                        |
| تانسيفت                   | 36                 | 330                    | 8                         |
| سوس ماسة                  | 54                 | 240                    | 6                         |
| السواحل الأطلسية الجنوبية | 30                 | 170                    | 19                        |
| الصحراء                   | 21                 | 50                     | 10                        |
| المجموع                   | -                  | 211                    | 100                       |

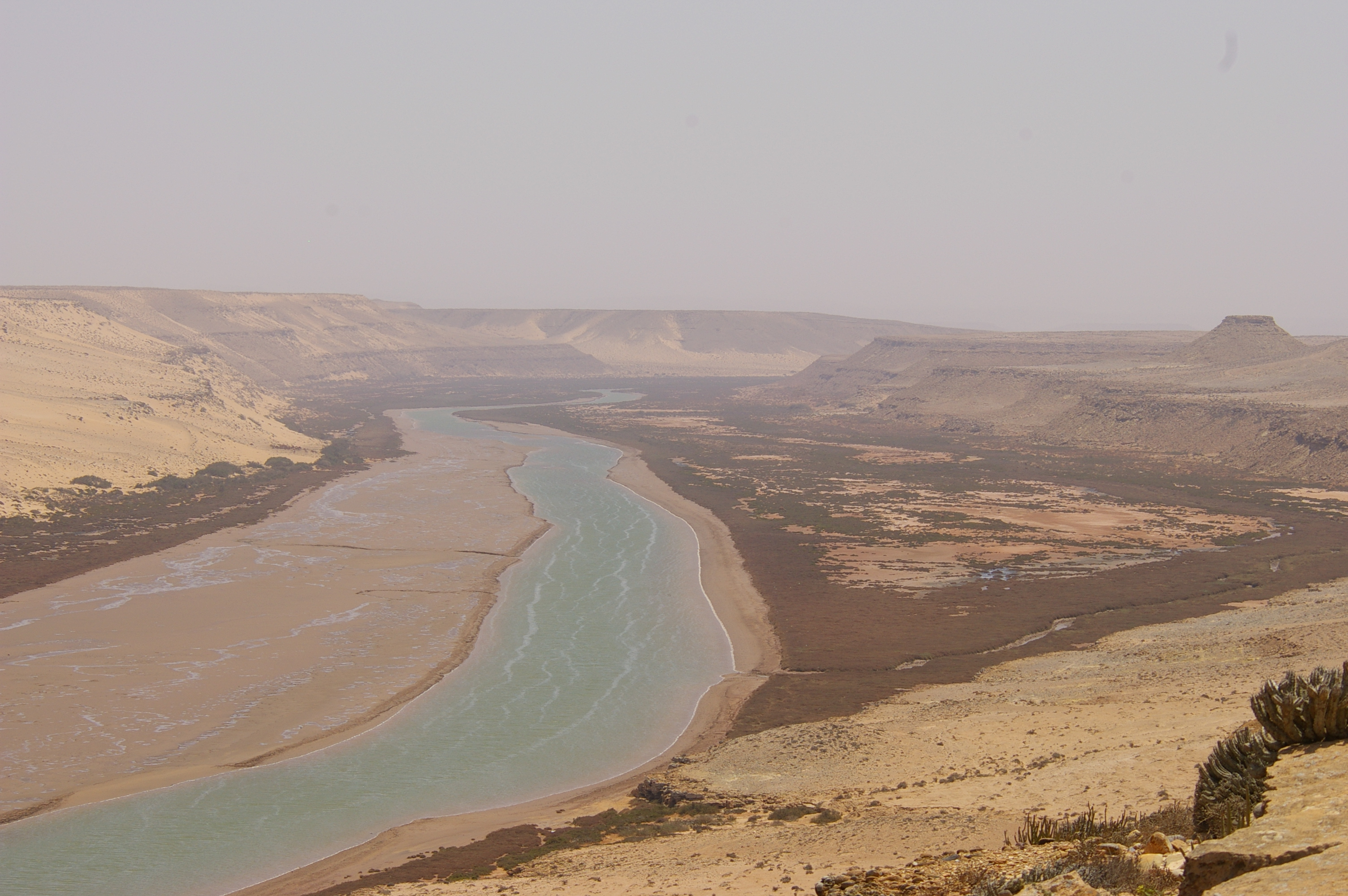
منظر من أعلى لنهر درعة 500 متر عن مصبه.

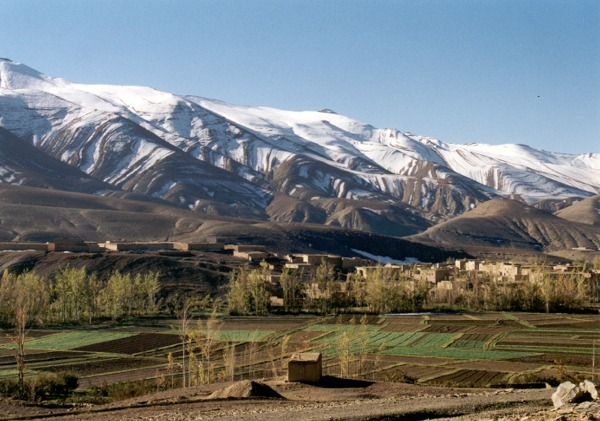
جبال الأطلس، المنبع الرئيسي لمعظم أنهر المغرب.

يحتوي المغرب على ستة أنهار كبرى والتي من الشمال إلى الجنوب هي نهر لوكوس ونهر ملوية ونهر سبو ونهر أبي رقراق ونهر أم الربيع ونهر تنسيفت وحوض كبير هو حوض سوس ماسة. تنبع كل هذه الأنهار من سلسلة جبال الأطلس باستثناء نهر لوكوس.
يتم عدد قليل من التحولات بين الأنهار أبرزها القناة بين أم الربيع وتانسيفت قرب مراكش والتحويل بين مصب أم الربيع ومن نهر أبي رقراق نحو الدار البيضاء. هناك مشروع للتحويل بين نهر سبو وحوض تانسيفت بمعدل نقل 2.74 مليون متر3 في اليوم (0.75 مليار متر3) على طول 500-600 كلم، كذلك هناك عدد من الأحواض الصغرى أيضا. وبعد دراسات جيولوجية جوفية في المغرب قدرت الموارد الجوفية المتجددة الكامنة في الطبقات الأرضية بنحو 10 مليارات متر3 تتبخر منها 2.5 مليار متر3 أو تصرف في البحر والوديان وتستغل منها 2.5 مليار متر3 كما تسحب 3.01 مليار متر3 من الخزانات الجوفية.
أما الهطولات المطرية فهي متغيرة حسب السنين فمثلا يعرف المغرب سنة مطيرة وبعدها خمس سنوات جفاف متتالية ثم سنوات مطر متتالية، وحسب المناطق فالتساقطات في الشمال أغزر من الجنوب. يفوق معدل التساقطات السنوي أكثر من 1000 ملم (مليون متر3 في كم مربع) في المناطق الجبلية في الشمال (الريف الطنجي والسواحل المتوسطية الغربية) وأقل من 300 ملم (300000 متر3 في كم مربع) في أحواض ملوية وتنسيفت وسوس ماسة ومناطق جنوب الساحل الأطلسي والمناطق الصحراوية أي ما يعادل 85% من أراضي البلاد.
تتساقط الأمطار غالبا على مرحلتين: الأولى في الخريف والثانية في الشتاء ويتراوح عدد الأيام المطيرة بين يوم واحد و30 في الجنوب و70 في الشمال. كما يلاحظ تهاطل للثلوج في المرتفعات ابتداء من 1000 إلى 1500 متر وتتراوح كمياتها حسب خطوط العرض والعلو وتعرض السفوح من 500 إلى 2000 ملم.

## الموارد غير التقليدية

### مياه التحلية
يعتبر اللجوء إلى تحلية مياه البحر أمرا حتميا في جنوب المغرب والذي يعرف مناخا جافا. أنشئت أول محطة لإنتاج الماء الصالح للشرب عن طريق تحلية مياه البحر في 1976 بقدرة 75 متر3 في اليوم في طرفاية. وتبعتها عدة محطات للتحلية أكبرها التي توجد في العيون بقدرة 7000 متر3 في اليوم. سمح إنشاء واستغلال هذه المحطات التي يبلغ عددها ستة بتطوير خبرة في المغرب لجلب تقنيات جديدة أكثر ملائمة وأصبحت طاقها الإنتاجية 12000 متر3 في اليوم. تبقى تكلفة الماء المحلى (ماء البحر أو الماء القاري المالح) مرتفعة (3 دولارات للمتر المكعب) ويبقى أيضا استخدام هذه التقنية لإنتاج الماء الصالح للشرب هو البديل الأخير المختار في التخطيط لتعبئة المياه كما هو الحال في مناطق حيث تستهلك فيها جميع الموارد التقليدية -مدينة أغادير- المتمثلة في المياه المجمعة في السدين المجاورين ومياه الشرفة الباطنية. لكن في أقصى جنوب المغرب تبقى تحلية الماء الحل الوحيد لتوفير الماء الصالح للشرب.

### المياه المعالجة
| جدول مساحة المزروعات المسقية بالمياه العادمة |                          |                                   |
| المدينة                                      | مساحة المزروعات بالهكتار | الأنواع                           |
| مراكش                                        | 2000                     | الحبوب والبستنة والأشجار          |
| مكناس                                        | 1400                     | الحبوب والبستنة والأشجار          |
| وجدة                                         | 1175                     | البستنة والحبوب والأشجار          |
| فاس                                          | 800                      | الأشجار والبستنة                  |
| الجديدة                                      | 800                      | البستنة والعلف                    |
| خريبكة                                       | 360                      | الحبوب والبستنة                   |
| أغادير                                       | 310                      | الأشجار والبستنة والصويا والفواكه |
| بني ملال                                     | 225                      | الحبوب والبستنة والقطن والشمندر   |
| بن جرير                                      | 95                       | البستنة والعلف والأشجار           |
| تطوان                                        | 70                       | البستنة والعلف                    |
| المجموع                                      | 7235                     | -                                 |

يتم التخلص من المياه العادمة في الوسط الطبيعي بسبب تدهور قطاع الصرف الصحي ويلاحظ استعمال المياه المنزلية المستعملة في المدن الداخلية الكبيرة مباشرة في السقي حيث أن قرب الأراضي الزراعية من أماكن تصريف النفايات السائلة ساهم في تطور هذه العادة. وفي السنوات الأخيرة أصبح استعمال المياه العادمة في الري ملاحظا أيضا في المدن التي بها نظام صرف جديد. أصبح مجموع الأراضي المعنية في المغرب يفوق 7000 هكتار أي 70 مليون متر3 من المياه العادمة في الزراعة مع نسيان أضرارها على الصحة وهناك عدة أنواع من المزروعات التي تسقى بها ابتداء من محاصيل العلف نحو الخضروات وصولا إلى الأشجار.
عمت هذه الظاهرة عدة تجمعات حضرية ليس بها نظام صرف صحي وبلغ عددها حسب تحري أقيم في إطار الخطة الوطنية للصرف الصحي السائل (1998) حوالي 70 منطقة استعمال لمصبات المياه العادمة في مجمل التراب الوطني. منذ أكثر من عقد رأت عدة مشاريع لأبحاث متعدد التخصصات تهم معالجة وإعادة استعمال المياه العادمة في الري النور (أبو الجعد وورزازات والدراركة وبنسركاو) وذلك للإجابة على التساؤلات الزراعية والصحية والبيئية. سمحت نتائج هذه الأبحاث بوضع معطيات دقيقة وضرورية في يد الجماعات المحلية ومكاتب الدراسات لإنشاء محطات معالجة المياه العادمة ملائمة للسياق المحلي ولإعادة الاستعمال في الزراعة.
في 2025، سيبلغ حجم المياه العادمة المنزلية 700 مليون متر3 وهو مورد هام إذا ما تم استعماله وتوفير مثله لأنواع أخرى من الاستغلال. لا يوجد لحد الساعة أي مخطط وطني لإعادة استعمال المياه العادمة: فبعد المعالجة يجب ضخ هذه المياه ونقلها إلى أماكن الاستعمال لكن لا تهتم أي مصلحة بهذا الجزء. وبافتراض استعمال 40% من المياه العادمة المنزلية في أفق 2025 أي ما يعادل 300 مليون متر3، 30000 هكتار ستروى بالماء المعالج. سيسمح هذا الحجم من الماء بتوفير مثله لأغراض أخرى.

## قانون الماء
يهدف القانون المتعلق بالماء، الذي صدر سنة 1995، إلى وضع سياسة وطنية للماء على أساس رؤية مستقبلية تأخذ بعين الاعتبار تطور الموارد والاحتياطات الوطنية من الماء. ويرمي إلى عقلنة استعمال الماء وتعميم الحصول على هذا المورد، والتضامن بين الجهات، وتخفيض الفوارق بين المدن والقرى بغية توفير الأمن المائي لمجموع التراب الوطني.
وينص هذا القانون على أدوات مؤسساتية من أجل تدبير الموارد المائية، لا سيما المجلس الأعلى للماء والمناخ ووكالات الأحواض المائية،
- القانون الأساسي

القانون الأساسي الذي ينظم المياه في المغرب هو القانون رقم 10.95 الصادر في 11 ذي القعدة 1415 (16 أبريل 1995). يقسم القانون المياه إلى ملك عام وملك خاص.
- المياه العامة

المياه العامة هي المياه الموجودة في الأنهار والبحيرات والبرك والأودية والينابيع والأراضي الرطبة والمياه الجوفية. تعتبر المياه العامة ملكًا للدولة ولا يجوز استغلالها إلا وفقًا للقانون.
- المياه الخاصة

المياه الخاصة هي المياه الموجودة في الآبار والخزانات والمنشآت المائية الأخرى. تعتبر المياه الخاصة ملكًا للأفراد أو الشركات ويمكن استغلالها دون الحاجة إلى ترخيص من الدولة.

## وصلات خارجية
- المكتب الوطني للماء الصالح للشرب.
- وزارة الطاقة والمعادن والماء والبيئة.
- كتابة الدولة المكلفة بالماء والبيئة.
- المجلس العربي للمياه.